# James L. Pugh
James L. Pugh (Burke megye, 1820. december 12. – Washington, 1907. március 9.) az Amerikai Egyesült Államok szenátora (Alabama, 1880–1897).